# Acanthocarpus
Genre
Classification APG III (2009)
Acanthocarpus est un genre de plantes vivaces de la famille des Asparagaceae originaires d'Australie.
Suivant les moments, ce genre a été placé dans les Dasypogonaceae ou dans les Asparagaceae. Les dernières études de systématique sur les Asparagales ont conduit à placer le genre Acanthocarpus dans les Laxmanniaceae.

## Espèces
- Acanthocarpus canaliculatus A.S.George
- Acanthocarpus humilis A.S.George
- Acanthocarpus parviflorus A.S.George
- Acanthocarpus preissii Lehm.
- Acanthocarpus robustus A.S.George
- Acanthocarpus rupestris A.S.George
- Acanthocarpus verticillatus A.S.George
- Acanthocarpus mucronatus (R.Br.) J.F.Macbr.